# Tournoi masculin de hockey sur gazon aux Jeux sud-américains de 2022
Navigation
Cochabamba 2018 2026
Le tournoi masculin de hockey sur gazon aux Jeux sud-américains de 2022 aura lieu au Parque Olímpico entre le 3 et le 11 octobre 2022.
Les deux premières équipes se qualifieront pour les Jeux panaméricains de 2023.

## Équipes qualifiées
- Paraguay
- Argentine
- Bolivie
- Brésil
- Chili
- Pérou
- Uruguay

## Phase de groupes

### Groupe A
| Rang | Équipe    | J | V | N | P | BP | BC | Diff | Pts | Qualification |
| ---- | --------- | - | - | - | - | -- | -- | ---- | --- | ------------- |
| 1    | Argentine | 2 | 2 | 0 | 0 | 34 | 0  | +34  | 6   | Demi-finales  |
| 2    | Pérou     | 2 | 1 | 0 | 1 | 2  | 18 | -16  | 3   | Demi-finales  |
| 3    | Uruguay   | 2 | 0 | 0 | 2 | 1  | 19 | -18  | 0   |               |

Source: FIH
En cas d'égalité de points de plusieurs équipes à l'issue des matchs de poule, les critères suivants sont appliqués dans l'ordre indiqué pour établir leur classement:
1. Points de chaque équipe,
2. Matchs gagnés,
3. Différence de buts,
4. Buts pour,
5. Plus grand nombre de points obtenus dans les matchs de poule disputés entre les équipes concernées,
6. Buts marqués en plein jeu.

| Match 1              | Argentine | 17 - 0   | Uruguay |                                                                    |                                                                    |
| 3 octobre 2022 11h30 | Ibarra 1e, 17e, 39e · Vila 4e, 7e, 49e · Catán 8e, 20e · Acosta 10e · Martins 14e, 24e · Ferrero 26e, 35e, 37e · Capurro 28e · Tarazona 29e · Rey 35e | (12 - 0) |         | Arbitrage : Hugo Romero Reinier Diaz Arbitre vidéo : Lance Sarabia | Arbitrage : Hugo Romero Reinier Diaz Arbitre vidéo : Lance Sarabia |
| 3 octobre 2022 11h30 | Rapport FIH Rapport Asuncion 2022 |          |         | Arbitrage : Hugo Romero Reinier Diaz Arbitre vidéo : Lance Sarabia | Arbitrage : Hugo Romero Reinier Diaz Arbitre vidéo : Lance Sarabia |

| Match 4              | Argentine | 17 - 0   | Pérou |                                                                       |                                                                       |
| 5 octobre 2022 09h30 | Vila 3e, 13e, 58e · Martins 7e, 48e, 59e · Sarto 15e · Ronconi 18e, 52e · Ibarra 21e · Acosta 23e · Tarazona 24e · Ferrero 26e, 27e, 60e · Capurro 39e, 41e | (10 - 0) |       | Arbitrage : Hugo Romero Guillermo Poblete Arbitre vidéo : Oliver Höck | Arbitrage : Hugo Romero Guillermo Poblete Arbitre vidéo : Oliver Höck |
| 5 octobre 2022 09h30 | Rapport FIH Rapport Asuncion 2022 |          |       | Arbitrage : Hugo Romero Guillermo Poblete Arbitre vidéo : Oliver Höck | Arbitrage : Hugo Romero Guillermo Poblete Arbitre vidéo : Oliver Höck |

| Match 7              | Pérou                             | 2 - 1   | Uruguay      |                                                                   |                                                                   |
| 7 octobre 2022 09h30 | Dennison 38e · Diaz 54e           | (0 - 0) | 41e A. López | Arbitrage : Hugo Romero Lance Sarabia Arbitre vidéo : Oliver Höck | Arbitrage : Hugo Romero Lance Sarabia Arbitre vidéo : Oliver Höck |
| 7 octobre 2022 09h30 | Rapport FIH Rapport Asuncion 2022 |         |              | Arbitrage : Hugo Romero Lance Sarabia Arbitre vidéo : Oliver Höck | Arbitrage : Hugo Romero Lance Sarabia Arbitre vidéo : Oliver Höck |

### Groupe B
| Rang | Équipe     | J | V | N | P | BP | BC | Diff | Pts | Qualification                                              |
| ---- | ---------- | - | - | - | - | -- | -- | ---- | --- | ---------------------------------------------------------- |
| 1    | Chili      | 3 | 3 | 0 | 0 | 41 | 0  | +41  | 9   | Demi-finales et Jeux panaméricains de 2023 en tant qu'hôte |
| 2    | Brésil     | 3 | 2 | 0 | 1 | 18 | 9  | +9   | 6   | Demi-finales                                               |
| 3    | Paraguay H | 3 | 1 | 0 | 2 | 8  | 16 | -8   | 3   |                                                            |
| 4    | Bolivie    | 3 | 0 | 0 | 3 | 0  | 42 | -42  | 0   |                                                            |

Source: FIH
En cas d'égalité de points de plusieurs équipes à l'issue des matchs de poule, les critères suivants sont appliqués dans l'ordre indiqué pour établir leur classement:
1. Points de chaque équipe,
2. Matchs gagnés,
3. Différence de buts,
4. Buts pour,
5. Plus grand nombre de points obtenus dans les matchs de poule disputés entre les équipes concernées,
6. Buts marqués en plein jeu.

| Match 2              | Chili | 24 - 0   | Bolivie |                                                                  |                                                                  |
| 3 octobre 2022 17h00 | Renz 2e, 52e · Rodriguez 3e, 39e · Amoroso 4e, 7e, 9e, 16e, 26e, 45e, 47e · Contardo 5e, 19e, 35e · Richter 8e, 22e, 49e · Goni 10e · Hurtado 18e, 33e · Strabucchi 34e, 45e, 50e · Gesswein 50e | (13 - 0) |         | Arbitrage : Oliver Höck Andrey Umana Arbitre vidéo : Hugo Romero | Arbitrage : Oliver Höck Andrey Umana Arbitre vidéo : Hugo Romero |
| 3 octobre 2022 17h00 | Rapport FIH Rapport Asuncion 2022 |          |         | Arbitrage : Oliver Höck Andrey Umana Arbitre vidéo : Hugo Romero | Arbitrage : Oliver Höck Andrey Umana Arbitre vidéo : Hugo Romero |

| Match 3              | Paraguay                          | 2 - 6   | Brésil                                                         |                                                                           |                                                                           |
| 3 octobre 2022 19h00 | Ruetalo 25e · Rodriguez 47e       | (1 - 5) | 15e, 46e Santos · 23e Patrocínio · 24e, 29e López · 27e Varela | Arbitrage : Joaquín Morini Guillermo Poblete Arbitre vidéo : Reinier Diaz | Arbitrage : Joaquín Morini Guillermo Poblete Arbitre vidéo : Reinier Diaz |
| 3 octobre 2022 19h00 | Rapport FIH Rapport Asuncion 2022 |         |                                                                | Arbitrage : Joaquín Morini Guillermo Poblete Arbitre vidéo : Reinier Diaz | Arbitrage : Joaquín Morini Guillermo Poblete Arbitre vidéo : Reinier Diaz |

| Match 5              | Chili                                                                          | 7 - 0   | Brésil |                                                                       |                                                                       |
| 5 octobre 2022 11h30 | Valenzuela 11e · Amoroso 26e, 39e, 52e · Renz 34e · Richter 45e · Contardo 52e | (2 - 0) |        | Arbitrage : Lance Sarabia Reinier Diaz Arbitre vidéo : Joaquín Morini | Arbitrage : Lance Sarabia Reinier Diaz Arbitre vidéo : Joaquín Morini |
| 5 octobre 2022 11h30 | Rapport FIH Rapport Asuncion 2022                                              |         |        | Arbitrage : Lance Sarabia Reinier Diaz Arbitre vidéo : Joaquín Morini | Arbitrage : Lance Sarabia Reinier Diaz Arbitre vidéo : Joaquín Morini |

| Match 6              | Paraguay                                                  | 6 - 0   | Bolivie |                                                                                |                                                                                |
| 5 octobre 2022 17h00 | Vera 2e, 16e, 42e, 50e · Rodriguez 26e · Sa. Chamorro 45e | (3 - 0) |         | Arbitrage : Joaquín Morini Nathaniel Fuentes Arbitre vidéo : Guillermo Poblete | Arbitrage : Joaquín Morini Nathaniel Fuentes Arbitre vidéo : Guillermo Poblete |
| 5 octobre 2022 17h00 | Rapport FIH Rapport Asuncion 2022                         |         |         | Arbitrage : Joaquín Morini Nathaniel Fuentes Arbitre vidéo : Guillermo Poblete | Arbitrage : Joaquín Morini Nathaniel Fuentes Arbitre vidéo : Guillermo Poblete |

| Match 8              | Brésil | 12 - 0  | Bolivie |                                                                     |                                                                     |
| 7 octobre 2022 11h30 | Santos 7e, 12e, 38e, 60e · López 10e · Imer 17e, 48e, 50e · Y. Van der Heijden 38e, 44e · Figueiredo 39e · Assis 46e | (4 - 0) |         | Arbitrage : Joaquín Morini Andrey Umana Arbitre vidéo : Hugo Romero | Arbitrage : Joaquín Morini Andrey Umana Arbitre vidéo : Hugo Romero |
| 7 octobre 2022 11h30 | Rapport FIH Rapport Asuncion 2022                                                                                    |         |         | Arbitrage : Joaquín Morini Andrey Umana Arbitre vidéo : Hugo Romero | Arbitrage : Joaquín Morini Andrey Umana Arbitre vidéo : Hugo Romero |

| Match 9              | Paraguay                          | 0 - 10  | Chili |                                                                     |                                                                     |
| 7 octobre 2022 17h00 |                                   | (0 - 5) | 14e Richter · 15e Gesswein · 19e, 28e, 32e, 59e Amoroso · 28e Pizzaro · 32e, 54e Rodriguez · 49e Maldonado | Arbitrage : Oliver Höck Reinier Diaz Arbitre vidéo : Joaquín Morini | Arbitrage : Oliver Höck Reinier Diaz Arbitre vidéo : Joaquín Morini |
| 7 octobre 2022 17h00 | Rapport FIH Rapport Asuncion 2022 |         | | Arbitrage : Oliver Höck Reinier Diaz Arbitre vidéo : Joaquín Morini | Arbitrage : Oliver Höck Reinier Diaz Arbitre vidéo : Joaquín Morini |

## Phase de classement

### Demi-finale pour la5eplace
| Match 10             | Uruguay                           | 2 - 1   | Bolivie    |                                                                              |                                                                              |
| 9 octobre 2022 11h45 | G. López 9e · Iglesias 13e        | (2 - 0) | 51e Fadell | Arbitrage : Guillermo Poblete Nathaniel Fuentes Arbitre vidéo : Andrey Umana | Arbitrage : Guillermo Poblete Nathaniel Fuentes Arbitre vidéo : Andrey Umana |
| 9 octobre 2022 11h45 | Rapport FIH Rapport Asuncion 2022 |         |            | Arbitrage : Guillermo Poblete Nathaniel Fuentes Arbitre vidéo : Andrey Umana | Arbitrage : Guillermo Poblete Nathaniel Fuentes Arbitre vidéo : Andrey Umana |

### Match pour la5eplace
| Match 13              | Paraguay                          | 1 - 2   | Uruguay        |                                                                        |                                                                        |
| 11 octobre 2022 11h45 | Monges 60e                        | (0 - 1) | 30e, 44e Casal | Arbitrage : Oliver Höck Andrey Umana Arbitre vidéo : Guillermo Poblete | Arbitrage : Oliver Höck Andrey Umana Arbitre vidéo : Guillermo Poblete |
| 11 octobre 2022 11h45 | Rapport FIH Rapport Asuncion 2022 |         |                | Arbitrage : Oliver Höck Andrey Umana Arbitre vidéo : Guillermo Poblete | Arbitrage : Oliver Höck Andrey Umana Arbitre vidéo : Guillermo Poblete |

## Tour pour les médailles
|  | Demi-finales | Demi-finales |                        |    | Finale | Finale |
|  | Demi-finales | Demi-finales |                        |    | Finale | Finale |
|  |              |              |                        |    |        |        |
|  |              |              |                        |    |        |        |
|  |              |              |                        |    |        |        |
|  | Argentine    | 12           |                        |    |        |        |
|  | Argentine    | 12           |                        |    |        |        |
|  | Brésil       | 0            |                        |    |        |        |
|  | Brésil       | 0            | Argentine              | 3  |        |        |
|  |              |              | Argentine              | 3  |        |        |
|  |              | Chili        | 1                      |    |        |        |
|  | Chili        | Chili        | 1                      | 11 |        |        |
|  | Chili        |              |                        | 11 |        |        |
|  | Pérou        | 0            |                        |    |        |        |
|  | Pérou        | 0            | Match pour la 3e place |    |        |        |
|  |              |              |                        |    |        |        |
|  |              |              |                        |    |        |        |
|  |              |              |                        |    |        |        |
|  | Brésil       | 5            |                        |    |        |        |
|  | Brésil       | 5            |                        |    |        |        |
|  | Pérou        | 0            |                        |    |        |        |
|  | Pérou        | 0            |                        |    |        |        |

### Demi-finales
| Match 11             | Argentine | 12 - 0  | Brésil |                                                                    |                                                                    |
| 9 octobre 2022 17h00 | Capurro 8e, 58e · Ibarra 15e, 58e · Acosta 21e, 43e · Rey 29e · Vila 35e · Martins 35e, 59e · Ronconi 48e, 60e | (4 - 0) |        | Arbitrage : Lance Sarabia Reinier Diaz Arbitre vidéo : Hugo Romero | Arbitrage : Lance Sarabia Reinier Diaz Arbitre vidéo : Hugo Romero |
| 9 octobre 2022 17h00 | Rapport FIH Rapport Asuncion 2022                                                                              |         |        | Arbitrage : Lance Sarabia Reinier Diaz Arbitre vidéo : Hugo Romero | Arbitrage : Lance Sarabia Reinier Diaz Arbitre vidéo : Hugo Romero |

| Match 12             | Chili | 11 - 0  | Pérou |                                                                    |                                                                    |
| 9 octobre 2022 19h15 | Amoroso 1e · Contardo 5e, 15e, 41e · Strabucchi 16e · Richter 19e · Rodriguez 26e · Renz 33e · Pizzaro 50e · Valenzuela 58e, 60e | (6 - 0) |       | Arbitrage : Joaquín Morini Oliver Höck Arbitre vidéo : Hugo Romero | Arbitrage : Joaquín Morini Oliver Höck Arbitre vidéo : Hugo Romero |
| 9 octobre 2022 19h15 | Rapport FIH Rapport Asuncion 2022                                                                                                |         |       | Arbitrage : Joaquín Morini Oliver Höck Arbitre vidéo : Hugo Romero | Arbitrage : Joaquín Morini Oliver Höck Arbitre vidéo : Hugo Romero |

### Match pour la médaille de bronze
| Match 14              | Brésil                                                             | 5 - 0   | Pérou |                                                                          |                                                                          |
| 11 octobre 2022 17h00 | López 4e · Patrocínio 18e, 40e · Imer 26e · P. Van der Heijden 60e | (3 - 0) |       | Arbitrage : Joaquín Morini Guillermo Poblete Arbitre vidéo : Hugo Romero | Arbitrage : Joaquín Morini Guillermo Poblete Arbitre vidéo : Hugo Romero |
| 11 octobre 2022 17h00 | Rapport FIH Rapport Asuncion 2022                                  |         |       | Arbitrage : Joaquín Morini Guillermo Poblete Arbitre vidéo : Hugo Romero | Arbitrage : Joaquín Morini Guillermo Poblete Arbitre vidéo : Hugo Romero |

### Match pour la médaille d'or
| Match 15              | Argentine                          | 3 - 1   | Chili          |                                                                    |                                                                    |
| 11 octobre 2022 19h15 | Ferrero 4e · Capurro 22e · Rey 59e | (2 - 0) | 56e Valenzuela | Arbitrage : Lance Sarabia Reinier Diaz Arbitre vidéo : Hugo Romero | Arbitrage : Lance Sarabia Reinier Diaz Arbitre vidéo : Hugo Romero |
| 11 octobre 2022 19h15 | Rapport FIH Rapport Asuncion 2022  |         |                | Arbitrage : Lance Sarabia Reinier Diaz Arbitre vidéo : Hugo Romero | Arbitrage : Lance Sarabia Reinier Diaz Arbitre vidéo : Hugo Romero |

## Classement final
| Rang                         | Équipe     | J | V | N | P | BP | BC | Diff | Pts | Qualification                              | Classement mondial FIH | Classement mondial FIH | Classement mondial FIH |
| Rang                         | Équipe     | J | V | N | P | BP | BC | Diff | Pts | Qualification                              | Avant                  | Après                  | Changement             |
| ---------------------------- | ---------- | - | - | - | - | -- | -- | ---- | --- | ------------------------------------------ | ---------------------- | ---------------------- | ---------------------- |
| Médaille d'or, Amérique      | Argentine  | 4 | 4 | 0 | 0 | 49 | 1  | +48  | 12  | Jeux panaméricains de 2023                 | 7                      | 7                      | 0                      |
| Médaille d'argent, Amérique  | Chili      | 5 | 4 | 0 | 1 | 53 | 3  | +50  | 12  | Jeux panaméricains de 2023 en tant qu'hôte | 23                     | 22                     | 1                      |
| Médaille de bronze, Amérique | Brésil     | 5 | 3 | 0 | 2 | 23 | 21 | +2   | 9   |                                            | 38                     | 35                     | 3                      |
| 4                            | Pérou      | 4 | 1 | 0 | 3 | 2  | 34 | -32  | 3   | 40                                         | 41                     | 1                      |                        |
| 5                            | Uruguay    | 4 | 2 | 0 | 2 | 5  | 21 | -16  | 6   | 51                                         | 46                     | 5                      |                        |
| 6                            | Paraguay H | 4 | 1 | 0 | 3 | 9  | 18 | -9   | 3   | 79                                         | 82                     | 3                      |                        |
| 7                            | Bolivie    | 4 | 0 | 0 | 4 | 1  | 44 | -43  | 0   | 76                                         | 89                     | 13                     |                        |